# Delia Casanova
Delia Casanova  (Poza Rica de Hidalgo, Veracruz, Mexikó, 1949. november 8. –) mexikói színésznő.

## Élete és pályafutása
1948. november 8-án született. 1980-ban a Caminemos című telenovellában kapott szerepet. 1999-ben az Esperanza című sorozatban Carmen szerepét játszotta.

## Filmográfia

### Telenovellák
- Veronica aranya (Lo imperdonable) (2015) .... Matilde Arriaga
- A végzet hatalma (La fuerza del destino) (2011) .... Carlota, Curiel özvegye
- Locas de amor (2009) .... Cruz
- Árva angyal (Cuidado con el ángel) (2009) .... Márgara Riquelme
- Alma de hierro (2008) .... Madre Perpetua
- Tormenta en el Paraíso (2007-2008) .... Micaela Trinidad
- S.O.S.: Sexo y otros Secretos (2007)
- Mujer, casos de la vida real (2006)
- La esposa virgen (2005) .... Clemencia
- Sin pecado concebido (2001) .... Sor Jovita
- Rayito de luz (2000-2001) .... Gertrudis Montes
- Esperanza (Nunca te olvidaré)  (1999) .... Doña Carmen
- La culpa (1996) .... Graciela
- La paloma (1995) .... Elsa
- Los parientes pobres (1993) .... Eloísa de Olmos
- Cadenas de amargura (1991) .... Natalia Vizcaíno Lara
- Luz y sombra (1989) .... Mercedes "Meche" de Suárez
- Pasión y poder (1988) .... Dolores
- Cicatrices del alma (1986) .... Blanca
- De pura sangre (1985-1986) .... Laura Blanchet
- La pasión de Isabela (1984) .... Natalia "La Peregrina"
- Toda una vida (1981) .... Moravia Castro
- El que sabe sabe (1980)
- Caminemos (1980) .... Violeta